# 皎月院
皎月院(こうげついん，一說為無量院，？—1600年（慶長5年））為日本戰國時代・安土桃山時代女性。石田三成正室，石田重家、石田重成、辰姫三男三女之母（一說為後妻二男一女之母）。父為宇多賴忠、姐為山手殿（真田昌幸正室）、兄弟為宇多賴重。

## 生涯
生年不詳，被三成稱呼為「歌」（一說為月世），雖然是當時政權中心三成之妻，但殘留下來的逸話很少。
關原之戰之際與父親及三成的家族一起待在佐和山城。在關原之戰三成與西軍輸了之後，德川家康讓反叛西軍的小早川秀秋攻打了佐和山城。據說雖然守城方面努力奮戰但是還是敵不得過多數，賴忠、賴重等人自殺，三成家臣土田桃雲刺殺皎月院與其他婦女，並放火燒了天守。享年不明。
可是，白川亨認為其他大名之妻在大坂獲得與三成之妻的領地一樣不自然，後來出家的重家所留下的『靈牌日鑑』中也記載著三成及石田一族，出家了的重家殘留了的『魂牌日借鑒』三成和其他的石田一族，慶長12年（1607年）時死去了的重家的義姑母（石田正澄的妻子）的戒名中也有關於皎月院的戒名沒被記下的事，也有皎月院並沒有在佐和山城死去，轉到其他地方繼續繼承領土這樣的說法。同時，也留下了重成的子孫弘前藩士杉山氏與皎月院在三成行刑後便自殺了這樣的傳說。

## 腳註
1. ↑  關於山手殿的出身有許多說法。詳見山手殿參照。